# Prytanomyia albida
Prytanomyia albida är en tvåvingeart som först beskrevs av H. Oldroyd 1974.  Prytanomyia albida ingår i släktet Prytanomyia och familjen rovflugor. Inga underarter finns listade i Catalogue of Life.